# AdeS
AdeS (contracción de Alimento de Soja) es una bebida de origen argentino a base de leche de soja fabricada y distribuida por The Coca-Cola Company, que contiene jugo de fruta en diversos sabores, tales como manzana, multifruta, naranja, vainilla, chocolate, almendras, entre otros. Es una de las marcas de bebidas a base de soja presentes en América Latina.

## Historia
AdeS fue creada a fines de la década de 1980 en la provincia de Tucumán, en la empresa familiar de Juan Martín Allende. La planta procesadora de leche de soja se inauguró el 23 de septiembre de 1988 en La Cocha, Tucumán, con la presencia del entonces vicepresidente de la Nación, Víctor Martínez, y del exgobernador de Tucumán José Domato. En 1992, la planta fue adquirida por Refinerías de Maíz, que formaba parte del holding Bestfoods por $7,5 millones. En 1996, se comenzó a importar ese producto en Brasil. En 1997, cuando Best Foods fue comprada por Unilever, la marca AdeS pasó al porfolio de la compañía.
En junio de 2016, The Coca-Cola Company adquirió la marca AdeS a Unilever por $575 millones. Desde 2018, la bebida se comercializa en 13 países de Europa bajo el nombre AdeZ.